# Pipistrellus minahassae
Pipistrellus minahassae es una especie de murciélago de la familia Vespertilionidae.

## Distribución geográfica
Es endémica de Indonesia.